# Das schwarze Reptil
Das schwarze Reptil (Originaltitel: The Reptile) ist ein 1965 entstandener, britischer Horrorfilm aus der Hammer Films-Produktion mit Noel Willman in der Hauptrolle. Als titelgebendes „schwarzes Reptil“ ist Jacqueline Pearce zu sehen. Die Regie führte John Gilling.

## Handlung
Ein kleines englisches Dorf in Cornwall zur Jahrhundertwende. Harry George Spalding erbt von seinem verstorbenen Bruder Charles ein Haus in einem kleinen Dorf. Kneipenwirt Tom Bailey erzählt ihm von einer unheimlichen Mordserie, die bald nur noch der „schwarze Tod“ genannt wird, denn die Opfer eint alle ein und dasselbe Merkmal: Bissspuren am Hals, die auf eine große Schlange hindeuten und eine eigentümliche Hautverfärbung. Auch der tote Bruder wurde Opfer dieses mysteriösen Wesens. Harry versucht nun, diesen merkwürdigen Geschehnissen der letzten Zeit auf den Grund zu gehen, doch niemand im Ort scheint ihm dabei wirklich helfen zu wollen, zu groß ist die Angst, selbst das nächste Opfer werden zu können. 
In dieser Welt der kleinen Leute und skurriler Typen scheint nur ein Mann von gehobener Intelligenz zu sein: der ebenso abweisende wie gebildete Dr. Franklyn, ein Mann, der als Forscher eine Kapazität in allen Dingen gilt, die mit Indien und angrenzenden Gebieten, wohin er oft zu Forschungsreisen aufgebrochen ist, zu tun hat. Franklyn wohnt abgeschieden in einem Landhaus auf der anderen Seite des Moores und hält sich von den Dorfleuten weitgehend fern. Auch von Spaldings Besuch auf Well House, so der Name seines Domizils, scheint er alles andere als begeistert. Franklyns Tochter Anna wird von ihrem kalten und hartherzigen Vater mit blanker Missachtung gestraft, und auch der Hausdiener, kurz der „Malaie“ genannt, den Dr. Franklyn einst von einer seiner Reisen mitgebracht hatte, ist alles andere als gesprächig. Mehr Hilfe bei seinen Nachforschungen erhält Harry vom verschrobenen Dörfler Peter, den alle nur „mad Peter“ nennen. Der warnt die Spaldings davor, weitere Nachforschungen zu betreiben und rät ihnen, schnellstmöglich die Gegend wieder zu verlassen. Wenig später ist auch er tot, mit denselben Hautverfärbungen und Bissspuren, die die anderen Toten der letzten Zeit gekennzeichnet hatten, wie Harry und Tom, die Peter genauer begutachten und daraufhin auch Charles‘ Leiche ausgraben, feststellen müssen.
Wenig später erreicht Harry eine Nachricht von Dr. Franklyn und eilt dorthin. Dort greift ihn eine riesenhafte, reptilienähnliche Kreatur mit einem schlangenähnlichen Kopf an und beißt ihm in den Hals. Mit letzter Kraft kann Harry sich retten. Seine Frau Valerie wird derweil Zeugin eines gruseligen Ereignisses: Dr. Franklyn versucht, seine offensichtlich verfluchte Tochter zu ermorden. Was bislang niemand wusste: Anna ist einst in die Fänge einer Sekte von Schlangenanbetern geraten, einem fernöstlichen Kobra-Kult. Da Franklyn sich zu intensiv mit diesem malayisch-indischen Kult befasst hatte, wurde seine Tochter zur Strafe dazu verdammt, sich regelmäßig in eine menschengroße Königskobra zu verwandeln und mit ihren Bissen Tod und Verderben über die Anwohner des kleinen Ortes zu bringen. Es kommt zu einem Kampf auf Leben und Tod zwischen Dr. Franklyn und seinem stummen Diener, dem ebenfalls dem Schlangenkult angehörenden Malaien. Beim Handgemenge wird eine Lampe umgestoßen, und das Anwesen fängt Feuer. Dr. Franklyn wird schließlich von seiner eigenen Tochter gebissen, und Vater und Tochter kommen in den Flammen um. Harry und Valerie können dieser Hölle im letzten Augenblick entkommen.

## Produktionsnotizen
Das schwarze Reptil wurde im Juli 1965 gedreht und am 6. März 1966 in London uraufgeführt. Die deutsche Erstaufführung fand am 2. Juni 1967 statt.
Die Filmbauten kreierte Bernard Robinson.

## Kritiken
Im Movie & Video Guide hieß es: „Exzellente Regie, sympathische Charakterisierungen“.
Halliwell‘s Film Guide fand, der Film sei eine „dumme Horrorgeschichte, überaus effektvoll gedreht in einer Mischung aus Schauer, Entdeckung und guter Charakterisierung“.

„Verworrenes Gruselstück voller Aberglauben und Schockelemente, immerhin vom Chefregisseur des britischen B-Pictures inszeniert.“